# Macropus parma
El ualabi parma (Macropus parma) es una especie de marsupial diprotodonto de la familia Macropodidae. Es un animal tímido que se oculta en los bosques húmedos esclerófilos del sur de Nueva Gales del Sur (Australia); nunca fue común y ya a fines del siglo XIX se lo creyó extinto.

## Historia de su redescubrimiento
En 1965, trabajadores de Kawau Island (cerca de Auckland), que estaban controlando una plaga del introducido Macropus eugenii (walabí tamar, una especie muy común de Australia), quedaron atónitos al descubrir que varios de los especímenes indeseados no lo eran, sino una milagrosa población sobreviviente de Macropus parma; una especie hace mucho considerada ya "extinta". A la vez que se realizaban esfuerzos para exterminar la otra especie, se capturaron en jaulas y luego se enviaron a instituciones de Australia y del mundo para intentar su reproducción en cautiverio y así eventualmente reintroducirlos a su hábitat nativo.
Luego, otra sorpresa; en 1967 se observó que aún existían en bosques cerca de Gosford, Nueva Gales del Sur. Investigaciones posteriores demostraron que el walabí parma había sobrevivido en su área de origen, aunque no fuera común y fue encontrado en los bosques a lo largo de la Gran Cordillera Divisoria desde cerca de Gosford, hasta al norte en la frontera con Queensland.

## Características
Es la especie más pequeña del género Macropus, entre 3,2 y 6 kg, menos de 1/10 del tamaño de los más grandes miembros sobrevivientes, el canguro rojo Macropus rufus. Mide 50 cm de longitud, con un suave cuero rojizo o grisáceo pardo en el dorso, más gris en la parte ventral; la cola es negruzca, de la misma longitud que el cuerpo. Posiblemente, los individuos se han seguido viendo muchas veces durante los años que se pensó "extinta", pero confundidos con Thylogale stigmatica o Thylogale thetis especialmente delgados y de larga cola.

## Hábitat

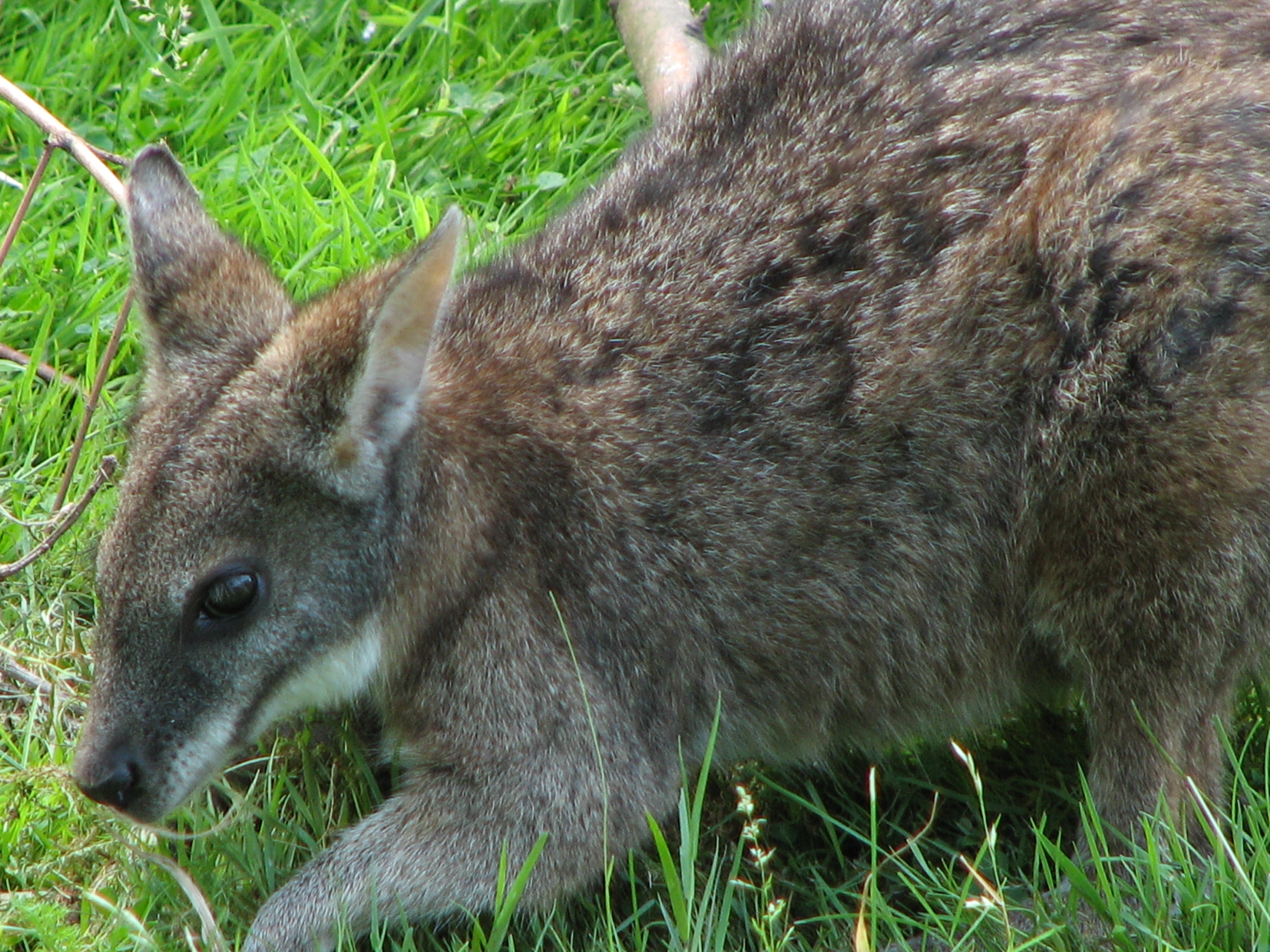
Macropus parma, Zoo de Berlín.

Como los pademelones, prefiere ocupar bosques esclerófilos húmedos, con parches de pastos, aunque también se hallan ocasionalmente en bosques secos de eucaliptos e incluso en selvas. Es de hábitos principalmente nocturnos, y usualmente se oculta entre las ramas durante el día; viaja a gran velocidad. Es muy solitario, con dos o a lo más tres animales juntos para comer. 

## Estado de conservación
Aunque sigue siendo escaso y raro, no está en amenaza inminente, siempre que no avance la pérdida de hábitat; así su repoblación continúe muy lentamente.